# Micanopy (Florida)
Micanopy és una població dels Estats Units a l'estat de Florida. Segons el cens del 2000 tenia 653 habitants.

## Demografia
Segons el cens del 2000, Micanopy tenia 653 habitants, 302 habitatges, i 172 famílies. La densitat de població era de 244,8 habitants/km².
Dels 302 habitatges en un 21,5% hi vivien nens de menys de 18 anys, en un 36,8% hi vivien parelles casades, en un 15,6% dones solteres, i en un 43% no eren unitats familiars. En el 35,4% dels habitatges hi vivien persones soles el 12,9% de les quals corresponia a persones de 65 anys o més que vivien soles. El nombre mitjà de persones vivint en cada habitatge era de 2,16 i el nombre mitjà de persones que vivien en cada família era de 2,74.
Per edats la població es repartia de la següent manera: un 19,8% tenia menys de 18 anys, un 4,7% entre 18 i 24, un 29,6% entre 25 i 44, un 31,7% de 45 a 60 i un 14,2% 65 anys o més.
L'edat mediana era de 43 anys. Per cada 100 dones de 18 o més anys hi havia 85,8 homes.
La renda mediana per habitatge era de 27.778 $ i la renda mediana per família de 38.611 $. Els homes tenien una renda mediana de 30.938 $ mentre que les dones 20.294 $. La renda per capita de la població era de 20.433 $. Entorn del 3% de les famílies i el 15,7% de la població estaven per davall del llindar de pobresa.

## Poblacions més properes
El següent diagrama mostra les poblacions més properes.